# Зонгулдак
Зонгулда́к, уст. Зунгулдак  (тур. Zonguldak) — город и район на севере Турции, на побережье Чёрного моря, административный центр провинции Зонгулдак. Население 589,6 тысяч (2022). Развитие города связано с началом угледобычи во второй половине XIX века. В городе находится самый крупный в Турции район угледобычи и чёрной металлургии. Также в Зонгулдаке расположены Высшее горное техническое училище и порт по отгрузке угля.

## Известные уроженцы и жители
- Боз, Мурат (род. 1980) — турецкий поп-певец.
- Эргюн, Пенбе (род. 1972) — турецкий футболист.

## Города-побратимы
- Херсон (Украина)